# Trilby (film 1914)
Trilby è un film muto del 1914 diretto da Harold M. Shaw. La sceneggiatura di Bannister Merwin si basa sull'omonimo lavoro teatrale di Paul Potter il quale, a sua volta, prendeva spunto da Trilby romanzo di George du Maurier.

## Trama
Parigi, Quartiere Latino. Tre giovani inglesi, studenti d'arte in ristrettezze finanziarie, chiedono un prestito a Svengali, un musicista loro vicino. Nel loro studio, vengono raggiunti da Trilby, una ragazza che lavora come modella. Trilby cerca di cantare l'aria che Svengali suona al pianoforte, ma non ci riesce. Svengali riconosce che le corde vocali della ragazza sono alquanto insolite. Il musicista, poi, usa i suoi poteri mesmerici per alleviare i dolori di testa cui è soggetta Trilby, guarendola da un improvviso attacco. Deciso a fare di lei una grande cantante lirica, poiché l'amore tra la ragazza e Billy, uno dei pittori, intralcerebbe i suoi piani, cerca di allontanare i due innamorati: puntando sulla gelosia di lui, mostra a Billy la modella mentre posa nuda in una classe di pittura. Billy, disgustato, la lascia. Lei, pentita, promette di non posare mai più nuda. I due innamorati si riconciliano, progettando di sposarsi con grande scorno di Svengali.

## Produzione
Il film fu prodotto dalla London Film Productions.

## Distribuzione
Il film, distribuito dalla Jury Films, uscì nelle sale britanniche nel luglio 1914. Copia della pellicola si trova conservata negli archivi del National Film and Television Archive of the British Film Institute.